# Niobrara megye
Niobrara megye az Amerikai Egyesült Államokban, azon belül Wyoming államban található. Megyeszékhelye és legnagyobb városa Lusk. Lakosainak száma 2467 fő (2020. április 1.). Niobrara megye Weston, Custer, Fall River, Sioux, Goshen, Platte és Converse megyékkel határos.

## Népesség
A megye népességének változása:
| Lakosok száma | 2492 | 2487 | 2480 | 2541 | 2542 | 2467 |
|               | 2010 | 2011 | 2012 | 2013 | 2015 | 2020 |